# Majiang (sockenhuvudort i Kina, Hunan Sheng, lat 25,97, long 111,84)
Majiang (kinesiska: 麻江) är en sockenhuvudort i Kina. Den ligger i provinsen Hunan, i den södra delen av landet, omkring 270 kilometer sydväst om provinshuvudstaden Changsha. Antalet invånare är 7 251. Befolkningen består av 3 271 kvinnor och 3 980 män. Barn under 15 år utgör 16,0 %, vuxna 15-64 år 73 %, och äldre över 65 år 9,0 %.
Runt Majiang är det ganska tätbefolkat, med 239 invånare per kvadratkilometer. Närmaste större samhälle är Qingshuiqiaozhen, 14,6 km sydost om Majiang. I omgivningarna runt Majiang växer i huvudsak blandskog.
Genomsnittlig årsnederbörd är 1 966 millimeter. Den regnigaste månaden är april, med i genomsnitt 291 mm nederbörd, och den torraste är oktober, med 41 mm nederbörd.